# روراستی
روراستی (انگلیسی: Honesty) وجهی از شخصیت اخلاقی است که صفات مثبت و بافضیلت از قبیل راست‌کرداری، راستگو بودن، بی‌پرده بودن از جمله در رفتار، همراه با پرهیز از دروغگویی، تقلب، دزدی و … در کنار قابل اعتماد بودن وفاداری و دادمندی را نشان می‌دهد.
روراستی در بسیاری از دین‌ها، فرقه‌ها و فرهنگ‌ها یک ارزش محسوب می‌شود. «روراستی بهترین سیاست است» زبانزد مشهوریست از زبان ادوین سندیس و «روراستی فصل اول کتاب حکمت است» نیز سخنیست در خصوص روراستی که توماس جفرسون نسبت داده شده که در نامه ای به ناتانیل مکون نوشته شده‌است. در ۳۰ آوریل روز ملی روراستی در ایالات متحده آمریکا است.
ویلیام شکسپیر در تعریفی مشهور روراستی را به عنوان رفتاری که مردم به سادگی از کنارش می‌گذرند توصیف می‌کند و می‌گوید «هیچ میراثی به اندازه روراستی گران‌بها نیست» اکت سوم از صحنه پنجم از «خوش است آنچه هست پایانش خوش».

## روراستی در اسلام
واژه «صداقت» از «صدق» به این معنا است که گفتار یا خبری که داده می‌شود، برابر آنچه که واقع شده‌است باشد، و کسی را که خبرش مطابق با واقع و خارج باشد، «صادق» و «راست‌گو» می‌گویند. به صورت مجازی هم به فردی که عملش مطابق با اعتقادش باشد یا کاری که می‌کند با اراده و تصمیمش مطابق باشد، صادق و راست‌گو نامیده‌اند.
ابعاد صدق: 1- در گفتار 2-در وعده 3- در عهد 4-در عمل 
ویژگی انسان های صادق: 1- اهل بخشش به افراد فقیر و درمانده هستند.2- به عهدهای خود پایبندند. 3- در زمان فقر، بیماری و سختی صبور و مقاومند.